# Thérapie Imago

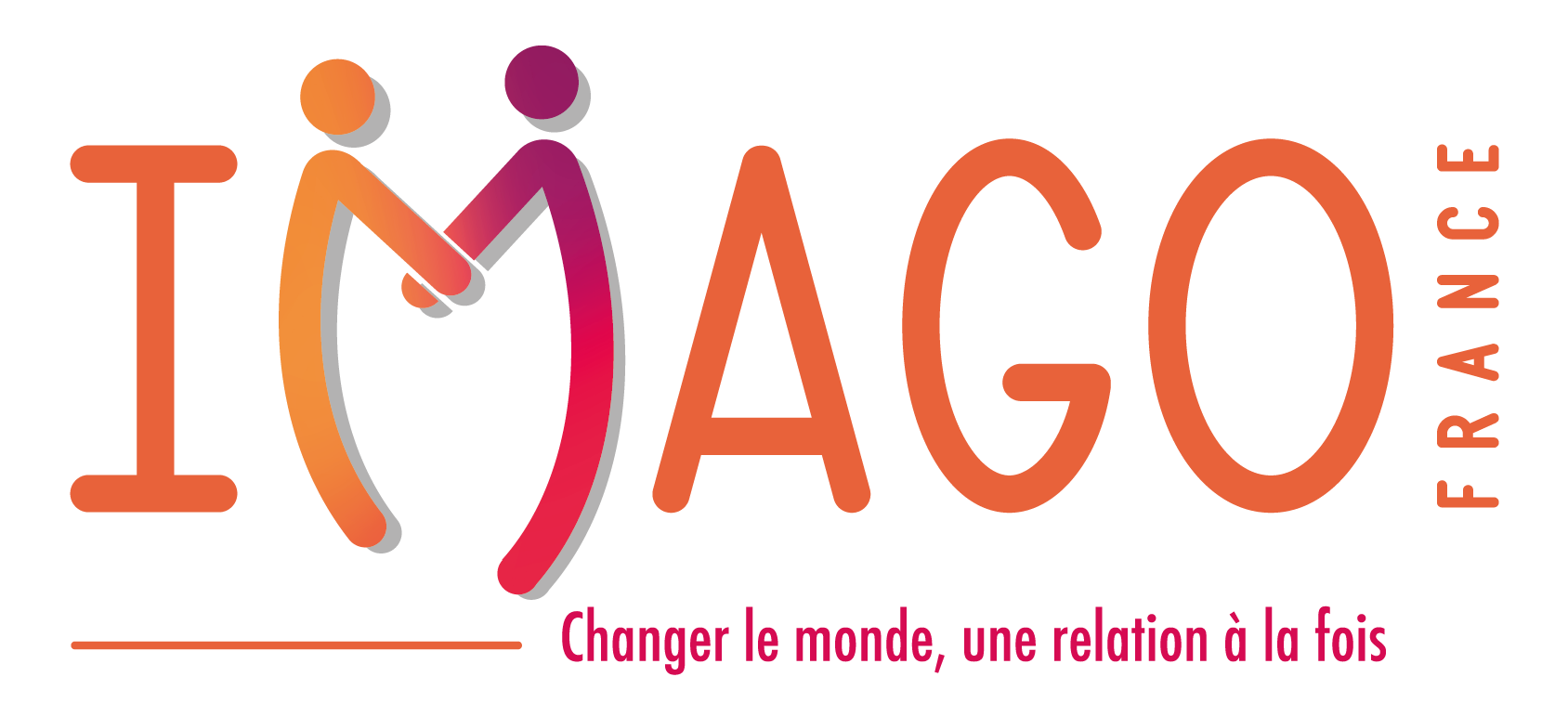
Logo de l'association Imago France.

La Thérapie Relationnelle Imago (IRT en anglais) est une forme de thérapie qui met l'accent sur la relation entre les personnes, en utilisant la psychologie du conseil.
L'IRT a été développé aux Etats-Unis par Harville Hendrix et Helen LaKelly Hunt dans les années 1980,. La méthode a ensuite fait son apparition en Europe, en Suisse, puis en France et est présente dans 20 pays d'après la liste établie sur le site Nord-américain.

## Histoire du concept d'Imago
Le mot imago est le mot latin pour "image", il  est apparu chez Jung dès 1911 dans Métamorphoses et symboles de la libido. Le concept de l'Imago décrit l'image maternelle, paternelle ou fraternelle en termes de complexes structurant la psyché humaine. C'est le personnage interne que l'enfant s'est fabriqué, prototype inconscient d’un personnage qui va orienter par la suite toutes ses relations aux autres. Freud considérera que l'analyse est traversée de pulsions conflictuelles ayant pour sources les Imagos parentales des patients et dans lesquelles ils placent les analystes. Lacan, en 1938, recourra largement à la notion d'Imago et la rapprochera de celle de complexe.

## La thérapie relationnelle Imago
Harville Hendrix le décrit comme « l’image que nous construisons inconsciemment de notre partenaire. Celle-ci s’est construite en fonction de nos parents ou de ceux qui ont pris soin de nous dans notre enfance, de leurs traits de caractère et des interactions, plaisantes ou douloureuses, que nous avons eues avec eux. » 
« Dans une relation de couple Nous sommes attirés par la personne qui ressemble à cette image et estimons qu’elle va être en mesure de combler la faille. À partir de cette projection, nous développons attentes et exigences ».
Les séances se déroulent autour d'un dialogue intentionnel structuré. Dans le cas d'une séance à deux personnes, l'une est considérée comme émetteur, l'autre comme récepteur. Elles utilisent des outils tels que le miroir (le récepteur fait un miroir de ce que l'émetteur vient d'exprimer), la validation (le récepteur reconnaît le point de vue de l'émetteur) et l'empathie (il imagine ce que l'émetteur a pu ressentir). L'approche Imago considère les conflits comme des opportunités de croissance et les thérapeutes et facilitateurs visent à sécuriser, structurer la conversation et à créer un environnement collaboratif dans lequel tous les membres de la session travaillent ensemble.
Une étude de 2017 sur l'efficacité de la méthode a révélé chez les couples participant à la thérapie relationnelle Imago, une augmentation de la satisfaction conjugale pendant le traitement (et dans une moindre mesure lors d'un suivi), mais que les améliorations n'étaient pas cliniquement significatives.

## La Facilitation professionnelle
Issue de l'approche originelle, la Facilitation professionnelle Imago a été élaborée en Autriche par Evelin and Klaus Brehms. Elle propose à la fois de nouvelles applications et une ouverture des outils Imago à l'ensemble des publics et notamment au monde professionnel.